# Christian Lous Lange
Christian Lous Lange, norveški zgodovinar, učitelj, nobelovec, politolog, * 17. september 1869, † 11. december 1938, Oslo, Norveška. 

## Življenje
Rojen je bil v norveškem kraju Stavanger. Njegov oče je bil vojni inženir. Po zaključku srednješolskega šolanja leta 1887 se je odločil za potovanja in študij zgodovine in angleškega ter francoskega jezika v univerzi mesta Oslo, podeljen mu je bil akademski naziv cand. philol. leta 1893. Dolga leta je učil v srednješolskih programih, nato pa se vrnil nazaj na univerzo in dokončal študij doktorata.
Leta 1899 so ga imenovali za sekretarja interparlamentarne unije na srečanju unije v Oslu. S tem se prične njegova mednarodna kariera, saj je unija posvečena negi predstavniških teles različnih držav. Leto kasneje postane sekretar Nobelove komisije norveškega parlamenta. Četudi se odpove leta 1909 mestu sekretarja, odigra kot prvi sekretar ključno vlogo pri nastanku norveškega Nobelovega inštituta, ki je ustanovljen leta 1904. V zgodnji fazi svojega mednarodnega udejstvovanja je bil tudi norveški tehnični delegat pri drugi Haški mirovni konferenci.
Lange se je po zaključku svojega dela v Nobelovi komisiji norveškega parlamenta vrnil v Interparlamentarno unijo leta 1909, ko je imenovan za generalnega sekretarja unije, kar je ostal vse do leta 1933. Za časa njegovih mandatov se je unija preselila v Bruselj in nazaj v Oslo med prvo svetovno vojno. Po prvi svetovni vojni se je unija preselila v Ženevo. Lange je poleg mesta generalnega sekretarja opravljal tudi številne druge funkcije kot norveški delegat oziroma delegat, ki je nadomeščal izostale članice v Ligi narodov od njene ustanovitve pa do leta 1938. Bil je tudi poročevalec in dopisovalec za Carnegie ustanovo za mednarodni mir in nizozemsko Centralno organizacijo za trajni mir. Pogosto je bil poklican kot izvedenec, še posebej za arbitražo in nadzor nad orožjem.
Njegova intelektualna podpora politike internacionalizma je bila še posebej jasno predstavljena v obsežnem delu Histoire de l'internationalisme. V treh zvezkih napisano strokovno delo, objavljeno leta 1919, je pomembno prispevalo k ideološki pripravi Lige narodov. Za to in drugo njegovo delovanje je bil nagrajen skupaj z Hjalmarom Brantingom z Nobelovo nagrado za mir v letu 1921.
Umrl je star 69 let, dan po 17. obletnici prejema Nobelove nagrade. Imel je tri sinove, vsi so kasneje v karieri bili pomembni možje, ki so se uveljavili na področju medicine, diplomacije, politike in izobraževanja. Tako sinovi kot hčer so doživeli koncentracijska taborišča, hčer Thora pa taborišča ni preživela.